# 사형수
사형수(死刑囚)는 사형의 심판이 확정된 수감자다. 사형이 집행될 때까지 그 신병은 행형시설에 구속된다. 또 사형은 스스로의 생명과 상환에 죄를 갚는 생명형으로 여겨지는 것부터, 집행되면 그 칭은 원사형수가 된다. 형사 시설법 등의 일본의 법령에서는 사형 확정자로 불린다.
21세기 초두 현재, 유엔 총회에서 채택된 자유권 규약 제2 선택 의정서 (사형 폐지 의정서)의 영향도 있어, 사형 폐지국도 많기 때문에 사형수가 현재도 존재하는 나라는 한정되어 오고 있다.

## 일본에서의 사형수
일본의 법률, 형사 시설 및 수형자의 처우 등에 관한 법률 (헤세이 17년 5월 25일 법률 제 50호) 등의 법령에서는, 사형수를 사형 확정자라 칭한다.

### 사형 집행 수속
일본에서의 사형수에 대한 형의 집행은 법무부 장관의 명령에 의하지 않으면 안 된다(형사소송법 제475조 제1항). 법률상, 특별한 이유가 없는 한, 사형 판결이 확정하고 나서 6개월 이내에 사형이 집행되지 않으면 안 된다(동법 동조 제2항). 다만 실제로는, 일종의 노력 목표로 여겨지고 있어 판례로 6개월 이내의 집행은 법적 구속력이 없는 훈시 규정으로 되어 있다. 또 「해당 명령으로부터 5일 이내에 집행한다(476조)」라고 규정하고 있다. 1960년 이후에 확정 후 6개월 이내에 집행된 예는 없다.
사형 집행의 법수속은, 법무성 내부에서 「제4심」이라고 야유되는만큼 신중하게 행해진다. 이 단계에서 투병중이나 정신 장해, 임신안, 심신상실 상태가 되어 있는 등 형의 집행을 정지해야 하는 경우나, 비상상고의 유무, 재심 청구중, 은사에 상당할 지를 신중하게 확인되지 않으면 안 된다고 여겨지고 있기 때문에, 사형 집행에 장해가 있다고 판단되면, 집행은 뒷전이 된다. 또 형사소송법 475조 2항 단 책에 「상소권 회복 혹은 재심의 청구, 비상 상고 또는 은사의 출원 혹은 신출이 되어 그 수속이 종료할 때까지의 기간 및 공동피고인 데아츠타자에 대한 판결이 확정할 때까지의 기간은, 이것을 그 기간에 산입하지 않는다.」라는 규정이 있다.
공범자(도망중인 경우도 있음)의 형이 확정하고 있지 않는 경우나, 원죄 혹은 사실 인정의 잘못을 호소해 재심 청구하고 있는 경우에는, 이 6개월의 기간은 진행하지 않는다. 그 때문에 사형 집행까지의 기간은 자동적으로 진행하는 것이 아니고, 개개의 사형수의 사정이 관여하고 있다고 말할 수 있다.
또, 법무부 장관의 사형 집행명령(실제로는 법무부 장관이 사인하는 것은 사형 사건 심사 결과(집행 상당), 집행명령서의 날인은 사무분)으로부터 5일 이내에 집행하는 규정이지만, 실제로는 「사형 집행을 위해서 진언한 검사장, 검사정이 처형 명령을 받아들인 날로부터 5일 이내」라고 현장에서는 해석되고 있다. 이것은 사형 집행명령서를 받았어도 형무소측의 사정으로 「5일 이내」에 준비할 수 없는 경우나, 한 번에 같은 구치소에서 복수의 사형 집행명령서를 받아도 실행이 어려운 이유다.
사형 판결을 받은 사람의 「형의 집행」은, 사형 그 자체로, 집행에 이르기까지의 신병 구속은 형의 집행은 아니라고 하고, 그 사이는, 통상형무소는 아니고 구치소에 놓여진다. 또 매스컴에서는, 사형 확정자를 「사형수」라고 부르고 있지만, 이미 집행되었을 경우나, 옥중에서 사망했을 경우, 혹은 재심에 의한 무죄 확정 등으로 사형이 취소가 되었을 경우는 「원사형수」라고 부르고 있다.

### 사형수의 수용 상황
아래와 같은 표는 2014년의, 각 형사 시설에 수용되고 있는 사형수의 표다. 사형수는 교정국 관할구역별로 수용되기 때문에, 예를 들어 도쿄도 안의 사건으로 사형이 확정했을 경우, 도쿄 교정 관할구역의 도쿄 구치소에 수용되게 되어 있다. 덧붙여 도쿄 구치소에 수용되고 있는 사형수만으로 일본내의 대략 반에 상당한다. 또 시코쿠 (타카마츠 교정 관할구역) 에 사형 집행 설비가 있는 형사 시설이 없기 때문에, 시코쿠 역내의 사건으로 사형이 확정했을 경우에는 오사카 구치소에 수용되게 되어 있다.
| 관할구역                                    | 사형수 수용 시설명                        | 수용자 총수 |
| ------------------------------------------- | ----------------------------------------- | ----------- |
| 삿포로 교정 관할구역                        | 삿포로 형무소 (구치는 삿포로 구치 출장소) | 2           |
| 센다이 교정 관할구역                        | 미야기 형무소 (구치는 센다이 구치 출장소) | 4           |
| 도쿄 교정 관할구역                          | 도쿄 구치소                               | 53          |
| 도쿄 교정 관할구역                          | 하치오지 의료 형무소                      | 1           |
| 나고야 교정 관할구역                        | 나고야 구치소                             | 12          |
| 오사카 교정 관할구역 타카마츠 교정 관할구역 | 오사카 구치소                             | 18          |
| 히로시마 교정 관할구역                      | 히로시마 구치소                           | 6           |
| 후쿠오카 교정 관할구역                      | 후쿠오카 구치소                           | 19          |
| 전국 합계                                   | 전국 합계                                 | 130         |

### 사형수의 일람
사형 집행순서에 의한 사형수의 일람에 대해서는 
사형 판결 확정순서에 의한 사형수의 일람에 대해서는 
수감중의 확정 사형수에 대해서는 
병사 혹은 은사 감형이 된 사형수에 대해서는 

### 재심으로 무죄가 된 사형수
| 사건명(이름)                           | 사건 발생 연월일 | 체포 연월일 | 사형 판결 확정일 | 재심 무죄 판결일 | 구치 기간   |
| -------------------------------------- | ---------------- | ----------- | ---------------- | ---------------- | ----------- |
| 멘다 사건 (멘다영)                     | 1948/12/29       | 1949/1/13   | 1951/12/25       | 1983/7/15        | 34년 6개월  |
| 타카라다강 사건 (타니구치 시게루 도리) | 1950/2/28        | 1950/4/1    | 1957/1/22        | 1984/3/12        | 33년 11개월 |
| 시마다 사건 (아카보리 마사오)          | 1954/3/10        | 1954/5/24   | 1960/12/15       | 1989/1/31        | 34년 8개월  |
| 마츠야마 사건 (사이토 유키오)          | 1955/10/18       | 1955/12/2   | 1960/11/1        | 1984/7/11        | 28년 7개월  |

## 세계의 사형수

### 아메리카 합중국에서의 사형수
아메리카 합중국은 이른바 민주주의 국가에서는 세계 최대의 사형 판결과 집행이 많은 나라이다. 그 때문에 세계 최다의 미집행 사형수가 있는 나라이다. 한시기 사형 제도가 폐지가 되어 있었던 시기도 있지만, 1976년 이후 부활하고 있어, 2013년에는, 연방과 군대와 32주가 법률상 사형 제도를 채용하고 있다. 1977년부터 2012년까지 전미에서 1320명으로 집행되어, 2013년 4월 1일 시점에서 미집행의 사형수가 3108명 있는. 평균 수감 연수는 15년. 덧붙여 유럽 대륙은 벨라루스를 제외해 사형은 폐지되고 있다.

## 참고 문헌
- 카가을언 저 「사형수의 기록」중앙공론 신사 [중공신서]. ISBN 4121005651
- 별책 보물섬 편집부(편) 「사형수 마지막 1시간」타카라지마사 별책 보물섬. ISBN 9784796657846

## 같이 보기
- 사형

- 범죄자